# Среднее Аверкино (село)
Сре́днее Аве́ркино (чув. Вӑтам Эверккел) — село в Похвистневском районе Самарской области России. Административный центр сельского поселения Среднее Аверкино.

## География
Село находится в северо-восточной части Самарской области, в пределах Высокого Заволжья, в лесостепной зоне, на берегах реки Чекала, на расстоянии примерно 3 км (по прямой) к юго-западу от Похвистнево, административного центра района. Абсолютная высота — 88 м над уровнем моря.
Климат
Климат характеризуется как умеренно континентальный, с холодной малоснежной зимой и жарким сухим летом. Среднегодовая температура воздуха — 4,1 °С. Средняя температура воздуха самого тёплого месяца (июля) — 20,7 °C; самого холодного (января) — −13 °C (абсолютный минимум — −43 °C). Безморозный период длится в течение 125—130 дней. Среднегодовое количество атмосферных осадков составляет 469 мм, из которых 220 мм выпадает в июне-июле.
Часовой пояс
Село Среднее Аверкино, как и вся Самарская область, находится в часовой зоне МСК+1. Смещение применяемого времени относительно UTC составляет +4:00.

## Население
| 2010 |
| ---- |
| 1518 |

Половой состав
По данным Всероссийской переписи населения 2010 года, в гендерной структуре населения мужчины составляли 47,4 %, женщины — соответственно 52,6 %.
Национальный состав
Согласно результатам переписи 2002 года, в национальной структуре населения чуваши составляли 82 % из 1539 чел.

## Улицы
| - пер. Верхний, - ул. Гагарина, - ул. Емельянова, - ул. Комсомольская, - пер. Мира, - ул. Молодёжная, | - ул. Нагорная, - пер. Пионерский, - ул. Луговая, - ул. Победы, - ул. Полевая, - ул. Садовая, | - пер. Свободы, - ул. Спортивная, - ул. Степная, - ул. Центральная, - ул. Школьная. |